# Radical 68
El radical 68, representado por el carácter Han 斗, es uno de los 214 radicales del diccionario de Kangxi. En mandarín estándar es llamado　斗部, (dǒu　bù　«radical “cucharón”»); en japonés es llamado 斗部, とぶ　(tobu), y en coreano 두 (du). 
El radical «cucharón» suele aparecer comúnmente en el lado derecho de los caracteres (por ejemplo, en 斛). Ocasionalmente aparece también en la parte inferior (por ejemplo, en 斝).
El carácter 斗 se utiliza también para representan una antigua unidad de capacidad que equivalía aproximadamente a 10 litros.

## Nombres populares
- Mandarín estándar: 斗字旁, dòu zì páng, «carácter “cucharón” a un lado».
- Coreano: 말두부, mal du bu «radical du-unidad de medida».
- Japonés:　斗枡（とます）, tomasu, «to-contenedor medidor».
- En occidente: radical «cucharón».

## Galería
| Estilos antiguos                                 | Estilos antiguos                  | Estilos antiguos                        | Estilos antiguos                   | Estilos antiguos                   | Estilos empleados actualmente       | Estilos empleados actualmente  | Estilos empleados actualmente    | Estilos empleados actualmente   | Estilos empleados actualmente  |
|                                                  |                                   |                                         |                                    |                                    |                                     | 斗                             | 斗                               |                                 |                                |
| 甲骨文 jiǎgǔwén (escritura de huesos oraculares) | 金文 jīnwén (escritura de bronce) | 简帛 jiǎnbó (escritura de bambú y seda) | 篆文 zhuànwén (escritura de sello) | 篆文 zhuànwén (escritura de sello) | 隸書 lìshū (estilo de los escribas) | 楷書 kǎishū (estilo regular)   | 楷書 kǎishū (estilo regular)     | 行書 xǐngshū (estilo corriente) | 草書 cǎoshū (estilo de hierba) |
| 甲骨文 jiǎgǔwén (escritura de huesos oraculares) | 金文 jīnwén (escritura de bronce) | 简帛 jiǎnbó (escritura de bambú y seda) | 大篆 dàzhuàn (sello grande)        | 小篆 xiǎozhuàn (sello pequeño)     | 隸書 lìshū (estilo de los escribas) | 繁體／繁体 fántǐ (tradicional) | 简体／簡體 jiǎntǐ (simplificado) | 行書 xǐngshū (estilo corriente) | 草書 cǎoshū (estilo de hierba) |

## Caracteres con el radical 68

| trazos | carácter |
| ------ | -------- |
| + 0    | 斗       |
| + 3    | 斘       |
| + 6    | 料 斚 斛 |
| + 7    | 斜       |
| + 8    | 斝       |
| + 9    | 斞 斟    |
| + 10   | 斠 斡    |
| + 12   | 斢       |
| + 13   | 斣       |